# Övern
Övern är en sjö i Arvika kommun i Värmland och ingår i Göta älvs huvudavrinningsområde. Sjön är 19 meter djup, har en yta på 0,322 kvadratkilometer och befinner sig 284,4 meter över havet. Sjön avvattnas av vattendraget Bakälven.

## Delavrinningsområde
Övern ingår i det delavrinningsområde (663262-133639) som SMHI kallar för Utloppet av Norra Baksjön. Medelhöjden är 297 meter över havet och ytan är 12,72 kvadratkilometer. Det finns inga avrinningsområden uppströms utan avrinningsområdet är högsta punkten. Bakälven som avvattnar avrinningsområdet har biflödesordning 5, vilket innebär att vattnet flödar genom totalt 5 vattendrag innan det når havet efter 318 kilometer. Avrinningsområdet består mestadels av skog (81 procent). Avrinningsområdet har 1,56 kvadratkilometer vattenytor vilket ger det en sjöprocent på 12,3 procent.